# Докора
До́кі́р, доко́ра — соціальна категорія, яка є матеріальною реалізацією більш узагальненої соціальної категорії поваги, котра проявляє себе в соціальній/етологічній поведінці суб'єкта що поважає. Історично передувала соціальній категорії покора. В той час, коли покора базується на прямому, чи не прямому насиллі, соціальна категорія докір базується на повазі до досвіду. В первісних племенах старці керують племенем не за допомогою сили, котрої в них вже не має, а за допомогою життєвого досвіду, котрий проявляється як дорікання до молодих та сильних.

## Етимологія та походження терміна

### Парадокси семантичної нішідокори
Етимологія слова та семантичної нішідокори може бути досліджена на прикладі т.з. примордіальних мов, котрі в найменшій мірі зазнали цивілізаційного впливу і тому зберегли до сьогодні у морфологічній формі свою історію.
Оскільки всі слов'янські мови належать до класу примордіальних, тому в них в найбільшій мірі проявляється процес словотворення.
Проте навіть серед слов'янських мов, тільки українська мова має сьогодні архаїчний іменник докора, що однозначно відповідає семантичній ніші абстрактної категорії докора. Наприклад, в російській мові є слово «укор», котре морфологічно відповідає українському слову " докора ". Проте це російське слово прикріплене до дещо іншої семантичної ніші, в якій акцентується негативістський акцент (те саме і в англійській мові), тоді як докора є практично нейтральною семантичною нішею.
Суть парадоксу докори полягає в тому, що сама семантична ніша для процесів докори в індо- європейських мовах є, а іменникових слів, що відображають цю нішу — практично не має (ніби то над цією семантичною нішею лежить своєрідне табу, причому табуювання тільки для позитивістського сенсу).
В сучасному супільстві існує соціальне замовлення на дану семантичну нішу, проте, за винятком української докори в інших мовах дана семантична ніша ніяк не позначається.

### Морфологія терміна
З формальної точки зору сучасне слово докора є типовим дієслівним іменником, тобто утворене від дієслова докоряти. В свою чергу дієслово  докоряти  утворене із архаїчного дієслова корити з додаванням префікса до, що означає часову підлеглість до дії.

### Реконструкція семантичної нішікор
Проте з точки зору семантики слово докора як корінь має «кор- а». Значення кореня кор в сучасній мові втрачено. Не виключено, що в давнину слово кор визначало табуйовану семантичну нішу, яку не можна було промовляти вголос, щоб не накликати біду. Тому саме кор виконувало ролю ярлика для цієї семантичної ніші. На щастя «дешифрація» цього слова доволі проста. Дійсно, використовуючи тривіальну логічну операцію інверсії знаходимо: «кор» -(інвесія) — «рок». Таким чином, слово дорок тривіально позначає ситуацію, що була до року (якоїсь катастрофічної події для спільноти, що поділила життя на два періоди: до року і після року). Очевидно, що життя спільноти до року було докорне (без прямого насилля), а після року — покорне (з насиллям), тобто виникнув соціальний стан покори.

### Міфологічні релікти
Оскільки соціальні ніші докори та покори появились задовго до виникнення міжплемінних об'єднань та розбудованих на них державних утворень, тому єдиним методом їх етимологічного дослідження є опора на примордіальну міфологію. На жаль ні слов'янська (деякі відголоски правда збереглися в германській міфології), ні давньогрецька (римська) міфологія не дає змоги проникнути в примордиальний період соціального становлення людства. І все ж таки деякі згадки лишилися в «єгипетській міфології», котра зафіксувала чисельні згадки на камені про виникнення Світу.
Відомо, що в Стародавньому Єгипті не використовували голосних звуків (до сьогодні цю властивість зберегли західні слов'янські мови) при записі текстів. Тому в корені «кор» слід рахувати тільки приголосні звуки — «кр» (цей метод досить широко поширений в лінгвістиці). Наприклад, в українській мові корінь «кр» є дуже поширений і має певний негативний відтінок пов'язаний зі «страхом», — «КРов», «КаРк», «КРук», «КоРа» (головного мозку), і багато інших.
Очевидно, що найпростіша реконструкція примордіального міфу є наступна. Примордиальний Бог «Кра-Птах» (очевидно — «КРук»!) періодично своїми «КРилами» покриває Сонце («Ра»), накликаючи на людей тяжкі випробування, що закріпилися на рівні підсвідомості у вигляді т.з. умовних рефлексів. У самій тотемній назві Бога Кра міститься напрям та цілі його руху — «к Ра» (тобто до Сонця)!. Не слід плутати цей процес накриття Сонця КРилами Кра з періодичними «сонячними затемненнями» (вони є лише згадка про ті страшні часи). Тому і не дивно, що на зорі становлення давньоєгипетської держави пам'ять про Птаха (його «світла/творча» сторона, а не деструктивна) ще збереглася і зафіксована в міфології. Оскільки на ранніх фазах розвитку первісного суспільства використовувалася як база соціальна категорія докора, а з його подальшим розвитком — покора, тому людство запам'ятало тільки одне «покриття Сонця» крилами Кра (тобто перехід організації суспільства від «докори» до «покори»). Але це «покриття» виявилось настільки страшним, що закріпилося на генетичному рівні тих, хто вижив.
Не слід думати, що ті, хто перший використав соціальну категорію покора для управління суспільством (племенем) тривіально винищив тих, хто не хотів покидати докору, і тому акт «масового геноциду докорних» залишив свій генетичний слід у тих, хто пристосувався і вижив. Насправді більшість докорних самі зійшли з історичної сцени (подібно до неандертальців), проте пам'ять про той «роковий час переходу» залишилася до сьогоднішнього дна.

## Висновки
Соціальні категорії докори та покори є одними із найфундаментальнішіх для сьогодняшньої соціології, оскільки на цих категоріях будувалось управління суспільством людей протягом останніх декількох десятків тисяч років. Слід відзначити, що обидва типи суспільства будувалися на ієрархічній (пірамідальній) структурі. Тільки у випадку базування на докорі соціальна піраміда складалася з двох шарів: на верхньому шарі були «немічні старці», а на нижньому «прості люди». У випадку розбудови суспільства на категорії покори соціальна структура суспільства стала значно складнішою, тому кількість соціальних шарів/рангів стала значно більшою. Звичайно рангова структура суспільства дозволяє відокремити деякий прошарок населення для заняття наукою, мистецтвами, і т.і. Вона також дозволяє досягти значного технологічного прогресу, що і визначає ступінь «перенаселення». Основна проблема сьогоднішньої соціальной структури суспільства полягає в тому, що спосіб управління суспільством на базі категорії покора себе повністю вичерпав. Девальвація соціальної категорії насильство була здійснена в першій половині 20-го століття під час двох світових війн та спроб розбудови соціалізму (в його націоналістичній та інтернаціональній формах). Іншими словами сьогодні ми вже знаходимося на порозі чергових «сутінків» недалекого покриття Сонця «Крилами Кра»…